# جون مورو غودفري
جون مورو غودفري (بالإنجليزية: John Morrow Godfrey)‏ هو محامي وسياسي كندي، ولد في 28 يونيو 1912 في كندا، وتوفي في 8 مارس 2001. حزبياً، نشط في الحزب الليبرالي الكندي. وقد انتخب عضو مجلس الشيوخ الكندي.